# Chrysina guatemalensis
Chrysina guatemalensis är en skalbaggsart som beskrevs av Sierra, Cano och Bailey 1999. Chrysina guatemalensis ingår i släktet Chrysina och familjen Rutelidae. Inga underarter finns listade i Catalogue of Life.